# سكوبي دوو 2: انطلاق الوحوش
سكوبي دوو 2: انطلاق الوحوش (بالإنجليزية: Scooby-Doo 2: Monsters Unleashed)‏ (يشار إليه أيضًا باسم سكوبي دو 2) هو فيلم كوميدي أمريكي للرسوم المتحركة الحية/الرسوم المتحركة صدر عام 2004 يعتمد على امتياز الرسوم المتحركة التلفزيونية سكوبي دو. إنها الدفعة الثانية في سلسلة أفلام الحركة الحية وتكملة لفيلم سكوبي دو عام 2002 من إخراج رجا جوسنيل، وكتابة جيمس غان وتم إصداره بواسطة شركة وارنر بروس الصور. بطولة فريدي برينز جونيور، سارة ميشيل جيلار، ليندا كارديليني.

## القصة
ينضم الكلب المحبوب سكوبي دو مرة أخرى إلى زملائه شاغي وفيلما وفريد ودافني وهم يبحثون عن شخص آخر على ما يبدو لغز خارق للطبيعة. بالإضافة إلى مواجهة الوحوش المختلفة التي تعذب بلدتهم، يجب على العصابة التعامل مع الصحفية التلفزيونية هيذر جاسبر هاو التي تعمل على تشويه سمعة تحقيقاتهما.

## الممثلون
- فريدي برينز جونيور في دور فريد جونز

- ريان فربا في دور يونغ فريد

- سارة ميشيل جيلار في دور دافني بليك

- إميلي تينانت في دور يونغ دافني

- ماثيو ليلارد في دور شاغي روجرز

- نازانين أفشين جام بدور أشعث الفرخ

- ليندا كارديليني في دور فيلما دينكلي

- لورين كينيدي في دور يونغ فيلما

- سيث جرين بدور باتريك بحكمة
- بيتر بويل في دور إرميا ويكليس
- تيم بليك نيلسون في دور الدكتور جوناثان جاكوبو
- أليسيا سيلفرستون بدور هيذر جاسبر هاو
- كارين كونوفال بدور آجي ويلكينز
- جو ماكليود في دور المتزلج رقم 1
- راسموس نور في دور المتزلج المتأنق رقم 3
- كالوم جدير كطفل على الدراجة
- ستيفن إي ميلر في دور سي إل ماغنوس
- زحف بارو بدور نيد

- كريستوفر ر.سمبتون في دور زومبي

## الميزانية والإيرادات
بلغت تكلفة إنتاج الفيلم حوالي 80 مليون دولار بينما حقق إيرادات تقدر بـ 181,216,833 دولار.

## وصلات خارجية
- سكوبي دوو 2: انطلاق الوحوش على موقع IMDb (الإنجليزية)
- سكوبي دوو 2: انطلاق الوحوش على موقع ميتاكريتيك (الإنجليزية)
- سكوبي دوو 2: انطلاق الوحوش على موقع روتن توميتوز (الإنجليزية)
- سكوبي دوو 2: انطلاق الوحوش على موقع نتفليكس (الإنجليزية)
- سكوبي دوو 2: انطلاق الوحوش على موقع قاعدة بيانات الأفلام العربية
- سكوبي دوو 2: انطلاق الوحوش على موقع ألو سيني (الفرنسية)
- سكوبي دوو 2: انطلاق الوحوش على موقع Turner Classic Movies (الإنجليزية)
- سكوبي دوو 2: انطلاق الوحوش على موقع أول موفي (الإنجليزية)
- سكوبي دوو 2: انطلاق الوحوش على موقع بوكس أوفيس موجو (الإنجليزية)
- سكوبي دوو 2: انطلاق الوحوش على موقع فيلمافينيتي (الإسبانية)